# Homosexualität in Lettland

Geografische Lage von Lettland

Der Demokratisierungsprozess in Lettland nach dem Fall der Sowjetunion ermöglichte die Ausbildung einer Schwulen- und Lesbenbewegung und -szene mit NGOs, Bars, Nachtklubs, Geschäfte und Buchläden. Kultur- und Bildungsveranstaltungen dürfen abgehalten werden, verschiedene Lebensstile können sich entwickeln. Das Land gilt rechtlich und in der öffentlichen Meinung als weniger offen gegenüber LGBT-Personen als der Großteil der Europäischen Union.

## Rechtliche Situation

### Legalität
Es gibt keine Gesetze gegen den Sexualakt zwischen Gleichgeschlechtlichen. Homosexuelle Handlungen wurden 1992 vollständig entkriminalisiert, während nach dem Strafrecht der Sowjetunion nach Paragraph 121 Analverkehr zwischen Männern strafbar gewesen war. Das Schutzalter liegt unabhängig vom Geschlecht und der sexuellen Orientierung für unter 18-Jährige bei 14 Jahren und für über 18-Jährige bei 16 Jahren.
Homosexuelle werden nicht offiziell vom Militär ausgeschlossen.

### Antidiskriminierungsgesetze
Im September 2006 wurde ein Gesetzesentwurf gegen Diskriminierung am Arbeitsplatz aufgrund der sexuellen Ausrichtung unterzeichnet. Das lettische Parlament hatte das zuvor mehrere Male abgelehnt, obwohl das 2004 der EU beigetretene Land nur bis 2006 Zeit hatte, die EU-Richtlinie dafür umzusetzen. Da jedoch Strafzahlungen drohten und die Präsidentin Vaira Vike-Freiberga ihr Veto gegen ein Antidiskriminierungsgesetz ohne Bezug auf die sexuelle Ausrichtung einlegte, wurde der Entwurf mit 46 gegen 35 Stimmen verabschiedet. Lettland war das letzte Land der EU, das ein solches Gesetz einführte.

### Anerkennung von gleichgeschlechtlichen Lebensformen
Das lettische Parlament änderte im Dezember 2005, wenige Monate nach der großen medialen Aufmerksamkeit rund um die erste Pride-Parade in Lettland (siehe Soziale Bewegungen), den Paragraphen 110 der Verfassung, um die Ehe explizit als Verbindung zwischen Mann und Frau zu definieren.
Ein Gesetzentwurf zur Zulassung einer eingetragenen Partnerschaft wird in Lettland jahrelang diskutiert. Zu den prominentesten Befürwortern zählt Präsident Edgars Rinkēvičs, der sich 2014 auf Twitter als homosexuell outete und sich gleichzeitig für die Einführung der eingetragenen Partnerschaft aussprach. Kurz nach Rinkēvičs Tweet sprach sich Justizminister Dzintars Rasnačs jedoch mit Verweis auf die Verfassung stark gegen die Einführung eingetragener Partnerschaften aus.
2022 wurden eingetragene Partnerschaften eingeführt.

## Gesellschaftliche Situation
Nach einer Einschätzung der Organisation International Lesbian, Gay, Bisexual, Trans and Intersex Association Europe gilt Lettland nach Polen als zweit homophobster EU-Staat. Eine Eurobarometer-Umfrage vom Dezember 2006 zeigte, dass 12 Prozent der Letten eine Öffnung der Ehe für gleichgeschlechtliche Paare befürworten. 8 Prozent stimmten zu, dass gleichgeschlechtliche Paare ein Recht auf Adoption haben sollten (Zum Vergleich: Der EU-Durchschnitt lag bei 44 % bzw. 33 %).
In der Eurobarometer-Umfrage von 2015 stimmten 42 % der Befragten in Lettland zu, dass Schwule, Lesben und Bisexuelle die gleichen Rechte wie Heterosexuelle haben sollten. Dagegen nur 19 % der Befragten sprachen sich für eine Öffnung der Ehe für gleichgeschlechtliche Paare aus, dem zweitniedrigsten Wert nach Bulgarien (17 %) bei einem EU-weiten Durchschnitt von 61 %.
Nur die Hauptstadt Riga verfügt über eine kleine Schwulenszene.

### Soziale Bewegungen
Die erste LGBT-Organisation Lettlands war Latvijas Asociācija seksuālai vienlīdzībai (LASV), die von 1990 bis 1997 bestand und die ab 1994 vor allem rechtlich für eine stärkere rechtliche Gleichstellung kämpfte. Ihre Nachfolgeorganisation war die Organisation Homoseksualitātes informācijas centrs (HIC).
Vērdiņš und Ozoliņš bewerten diese ersten Organisation als wirkungslos im Kampf um mehr Rechte und Sichtbarkeit. Erst ab 2002 und noch mehr ab 2005 mit der Veranstaltung der ersten Pride-Parade wurden LGBT-Rechte ein häufigeres Thema in der lettischen Politik. Die erste Pride-Parade fand am 23. Juni 2005 in Riga statt, organisiert von der neu gegründeten Organisation ILGA Latvia. Die rund 150 Teilnehmer der Demonstration erwirkten die Zulassung der Parade gerichtlich, nachdem der Stadtrat zunächst wegen „öffentlicher Moral“ keine Erlaubnis erteilt hatte, und standen einer größeren teilweise gewalttätigen Gegendemonstration gegenüber, sodass die Teilnehmer der Parade letztendlich von Polizeiwagen in Sicherheit gebracht werden mussten.
Die Organisatoren der Parade von 2005 schlossen sich im März 2006 zur Organisation Mozaika zusammen, die schnell zur bis dahin größten und wichtigsten Organisation zur Stärkung von LGBT-Rechten in Lettland wurde. Kruma und Indans sprechen der Organisation eine wesentliche Rolle in der stärkeren Sichtbarkeit der LGBT-Situation innerhalb Lettlands zu.
2006 wurde die Parade wegen Sicherheitsbedenken vom Stadtrat aus Sicherheitsgründen untersagt und die Berufung der Organisatoren blieb erfolglos. Ein stattdessen stattfindender Gottesdienst von 50 Teilnehmern in einer anglikanischen Kirche wurde von einer rechtsradikalen Gruppe gestört. Die Teilnehmer wurden mit Fäkalien beworfen und es kam zu Handgreiflichkeiten. Fünf Rechtsradikale wurden festgenommen. Der Veranstalter Mozaika hat gegen das Verbot geklagt und vor einem Berufungsgericht Recht bekommen.

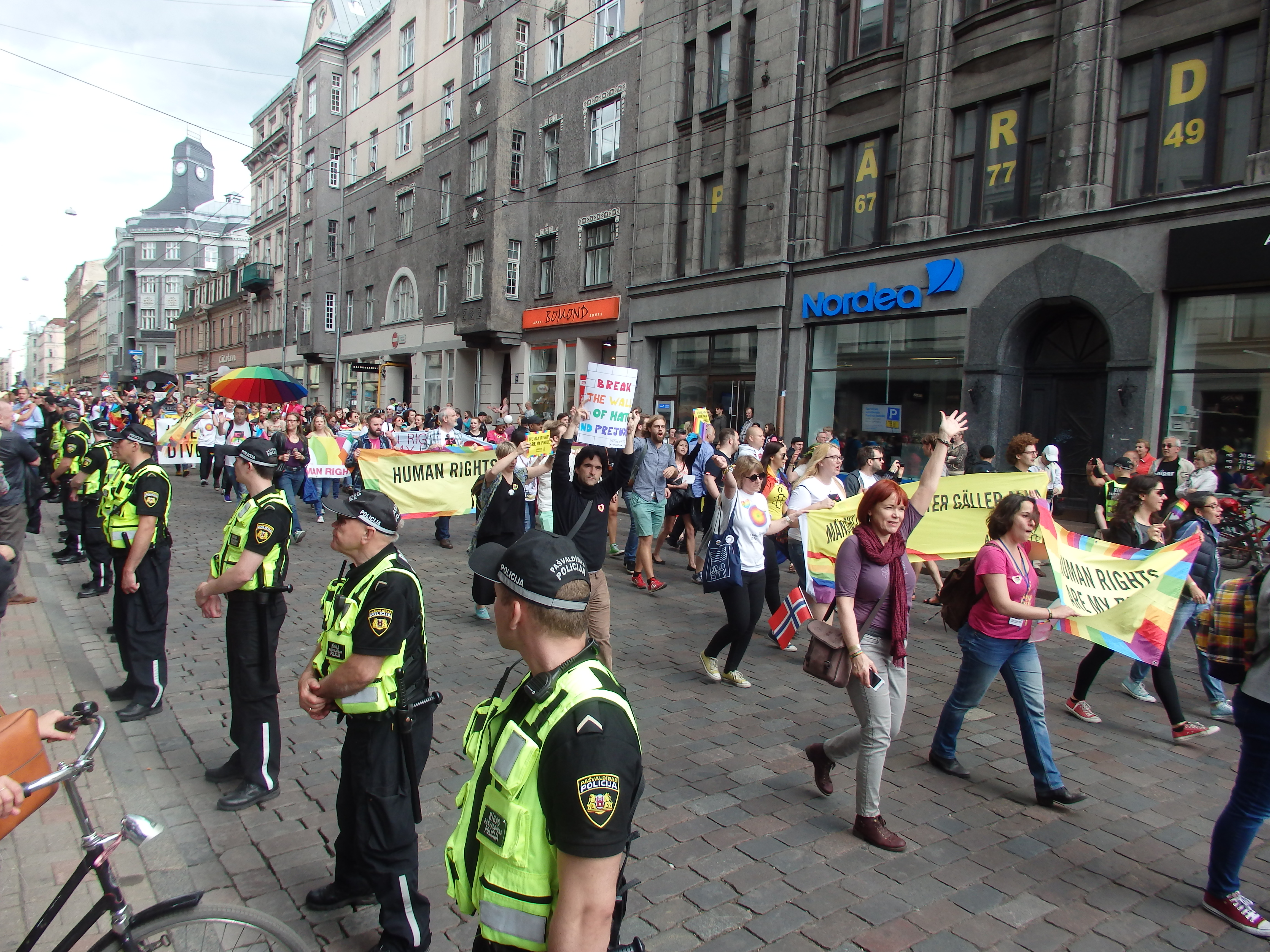
Europride 2015 in Riga

2007 fand erstmals eine größere Parade unter einem großen Aufgebot an Polizeischutz statt, 2007 und 2008 wurde die Parade nicht, wie in den Vorjahren, im Vorhinein vom Stadtrat untersagt. Angesichts bevorstehender Kommunalwahlen verbot der Stadtrat 2009 das Stattfinden der Parade erneut, die Entscheidung wurde jedoch vom Bezirksgericht nichtig gemacht.
Seit 2009 findet eine Parade jährlich in einem der drei baltischen Staaten unter dem Namen Baltic Pride statt. Dabei kooperiert Mozaika als lettischer Veranstalter mit der litauischen Organisation Lietuvos gėjų lyga und der estnischen Eesti LGBT Ühing. Im Jahr 2015 fand die europaweite Pride-Parade Europride mit 5000 Teilnehmern in Riga statt.

### Kultur
Vērdiņš und Ozoliņš beschreiben die Darstellung von Homosexualität in der lettischen Literatur. Als ersten schwulen Charakter der lettischen Literatur nennen sie den Maler Jānis in Rūdolfs Blaumanis Kurzgeschichte Baltais (1896). Während LGBT in Kurzgeschichten während des 20. Jahrhunderts mehrfach auftauchte, entstanden die ersten Romane mit homosexuellen Hauptfiguren erst gegen Anfang des 21. Jahrhunderts, darunter Zigmunds Skujiņš' Siržu zagļa uznāciens (2001), Ainārs Zelčs’ 1945 Riga (2001) sowie Ilze Jansones Viņpus stikla (2006) und Insomnia (2010).